# Sariaya
The Đô thị Sariaya (Filipino: Bayan ng Sariaya) là một đô thị hạng 1 ở tỉnh Quezon, Philippines.

### Các đơn vị hành chính
Sariaya, về mặt hành chính, được chia thành 43 khu phố (barangay).
- Poblacion 1 - also known as "Muntingbayan"
- Poblacion 2 - the largest Poblacion
- Poblacion 3 - public market area
- Poblacion 4 - public elementary school area together with Poblacion 5
- Poblacion 5 - public elementary school area together with Poblacion 4
- Poblacion 6 - municipal hall and park area
- Antipolo
- Balubal
- Bignay 1
- Bignay 2
- Bucal
- Canda
- Castañas - near the sea
- Concepcion I
- Concepcion Banahaw - near Mt. Banahaw
- Concepcion Palasan
- Concepcion Pinagbakuran
- Gibanga - near the Đô thị Tayabas
- Guisguis-San Roque
- Guisguis-Talon
- Janagdong 1
- Janagdong 2
- Limbon
- Lutucan 1
- Lutucan Bata
- Lutucan Malabag
- Mamala I - near Mt. Banahaw
- Mamala II
- Manggalang 1
- Manggalang Tulo-tulo
- Manggalang-Bantilan
- Manggalang-Kiling
- Montecillo
- Morong
- Pili
- Sampaloc 1 - near Mt. Banahaw
- Sampaloc 2
- Sampaloc Bogon - near Mt. Banahaw
- Santo Cristo
- Talaan Aplaya - near the sea
- Talaan Pantoc
- Tumbaga 1
- Tumbaga 2